# Gavin i Stacey
Gavin i Stacey és una sèrie de televisió britànica de comèdia que segueix la relació a distància d'en Gavin, que viu a Essex (Anglaterra) i l'Stacey, que viu a Barry (Gal·les). Els guionistes de la sèrie són els actors James Corden i Ruth Jones, que també apareixen a la sèrie com a Smithy i Nessa.
La sèrie va ser produïda per Baby Cow Productions de la BBC de Gal·les. Consta de 20 episodis, emetent-se entre el 2007 i el 2012, comprenent-se de tres temporades i d'un especial de Nadal. Al principi s'emetia a la BBC Three, però un creixement progressiu de l'audiència la va traslladar a la BBC Two i, finalment, a la BBC. Els últims episodis de la sèrie es van emetre el dia de Nadal del 2009 i el de Cap d'any de 2010.
Gavin i Stacey es va convertir en el programa més nominat del 2007 als British Comedy Awards. Fins avui ha guanyat diversos premis, inclòs un BAFTA i el British Comedy Awards a la millor comèdia de televisió, el 2008.
La sèrie s'emet en català al Canal 3XL.

## Episodis
Actualment, la sèrie consta de dinou episodis, emesos en tres temporades, i un especial de Nadal, sumant-ne un total de vint. La primera temporada té sis episodis de mitja hora, i es van emetre per primera vegada entre el 13 de maig i el 10 de juny de 2007. La sèrie va ser renovada per una temporada més de set episodis, emetent-se des del 16 de març del 2008 fins al 20 d'abril del mateix any. La vigília de Nadal del 2008 es va fer un especial d'una hora de durada. La tercera temporada va tornar a tenir sis episodis visionant-se del 26 de novembre de 2009 a l'1 de gener de 2010.